# Kaszás János
Kaszás János (1925 – 2010. július 11.) nemzetközi ismertségű magyar pedagógus és folklór-szakértő, a Hosszúhetényi Népi Együttes és a Hosszúhetényi Daloskör alapítója.

## Élete
Több, mint két évtizedes irányítása alatt a nép együttes számtalan külföldi és hazai fesztiválon aratott sikereket. Több száz hosszúhetényi fiatalt ismertetett meg a helyi dal- és tánchagyományokkal.

## Elismerései
- Ő volt az első, aki megkapta a hagyományőrző Muharay díjat, 2000-ben. (2009-ben ezt a díjat a Hosszúhetényi Népi Együttes is megkapta)[1]
- Életfa díj